# 克劳德
克劳德是《俠盜獵車手III》的主角，亦在《俠盜獵車手：聖安地列斯》中出現。由於克劳德没有配音員。导致他是一个沉默不语的人。
值得注意的是，《俠盜獵車手2》的主角名字是克劳德·斯平克（Claude Speed），和克劳德是相同名稱，但官方沒有透露克劳德的姓氏。并承认gta3的克劳德也许不姓斯平克。

## 故事中的表現

### 聖安地列斯
克劳德是個沒有立場，冷漠且殘酷無情的人。他沉默寡言的性格一度讓人以為他是啞巴。克劳德在來自由城以前是在聖安地列斯生活（1992年）。當時他剛認識女友凯特琳娜（Catalina）時，凯特琳娜仍然是當地主角卡尔·约翰逊（Carl "CJ" Johnson）的女朋友。後來兩人發生不愉快，凯特琳娜便開始和克劳德交往。而克劳德也和卡爾比了一場車賽，雖然敗給卡爾，还赔上了在圣辉洛的废弃车库。但是凯特琳娜仍然站在克劳德這邊，兩人便一起來到了自由城。

### III
9年後，克劳德和凯特琳娜來到了自由城發展他們的犯罪事業。
克劳德在來到自由城時是屬於哥倫比亞帮（Colombian Cartel）的成員。但自從他被凯特琳娜陷害後，便開始為自由城黑手党里昂家族（Leone Mafia）、山口組（Yakuza）服務。由於長相較年輕，所以在遊戲裡常被人稱呼小子（Kid），特別是托尼·西普里尼（Toni Cipriani）（俠盜獵車手：自由城故事（Grand Theft Auto: Liberty City Stories）的主角）。而里昂家族教父萨尔瓦多·里昂（Salvatore Leone）在遊戲裡只是名義上的領導，實際權力在1998到2001年間已經轉給了托尼。
遊戲一開始，克劳德和凯特琳娜等人搶銀行失風，他遭到凯特琳娜（Catalina）的惡意背叛而被捕。在警察護送他轉移時經過卡拉漢大橋（Callahan Bridge）時受到一個企圖救出在服刑中的「东方绅士」哥倫比亞帮的襲擊。雖然他們並不是來帮助克劳德逃獄的，但是一顆炸彈被放到橋上並炸毀了該橋，而令克劳德和他的夥伴8號球（8-Ball）恢復自由。
自由後，他成為了當地的惡棍並為不同的幫派工作。幹盡各種壞事的過程中，里昂家族教父萨尔瓦多的妻子瑪麗亞·拉特（Maria Latore）開始喜歡上他，並將他從萨尔瓦多设计的杀害他的陷阱中救出來，遇見了日本幫派「山口組」，隨後就成為了山口組的的部下，後來，山口組的女主頭讓克勞德去找一位警察臥底，而克勞德也幫那位臥底幹了不少事之後，那位臥底又讓他認識了一位掌握房地產的先生，同樣的，他也幫了那位先生很多事，包括殺了山口組的男主頭、搶劫飛機上的包裹，也是從這個時候開始，開啟了新的地圖，不過在某一次護送這位先生到河岸谷之後，他就莫名的消失了，這個事件也是GTA裡面尚未解謎的其中一個問題，之後因為警察臥底被警察盯上，所以他就逃到了墨西哥。回到頭來，從頭到尾的劇情都與前女友凯特琳保持接近，目的就是要報仇。終於他的犯罪成績引起了岸邊谷地區（Shoreside Vale）的強大幫派－哥倫比亞帮的一大首领，即前女友凯特琳娜注意，結果導致瑪麗亞被綁架。這給了他一個機會來對付他的女友，導致一場大槍戰和凯特琳娜的死亡。瑪麗亞雖然被克劳德救出，但在劇情最後暗示她被克劳德殺死或者让她闭嘴，原因只是因為瑪麗亞過度興奮而不停和他說話。

## 出現的任務

### III
正式成為主角，克劳德出現在每個任務當中。

### 聖安地列斯
- Wu Zi Mu 吴梓穆（首次登场）
- Farewell, My Love… 再见了，我的爱人…

## 使用的武器
- 近身類：拳頭、球棒
- 槍砲類：手槍、烏茲衝鋒槍、散彈槍、AK-47、狙擊槍、M16
- 爆炸與燃燒重武器類：汽油彈、火焰噴射器、手榴彈、火箭筒、汽車遙控炸彈

## 外部連結
- 遊戲官方網站（页面存档备份，存于）（英文）
- 俠盜维基（页面存档备份，存于）-（页面存档备份，存于）-關於克勞迪（页面存档备份，存于）